# Mroczna Wieża I: Roland
Roland – pierwszy tom cyklu powieściowego Mroczna Wieża Stephen'a Kinga. Inspiracją dla serii był poemat Roberta Browninga Sir Roland pod Mroczną Wieżą stanął, a jej tematem przewodnim są przygody rewolwerowca Rolanda, poszukującego tytułowej Mrocznej Wieży.

## Fabuła
Roland, ostatni rewolwerowiec Świata Pośredniego, ściga przez pustynię tajemniczego Człowieka w Czerni. Po wieloletnim pościgu jest coraz bliżej swego przeciwnika, lecz przejście pustyni stanowi wyzwanie nawet dla człowieka tak wytrzymałego jak Roland.
W drodze Roland wspomina czasy swej młodości, gdy sprowokowany przez czarownika Martena został rewolwerowcem w rekordowo młodym wieku 14 lat. Przywołuje także znacznie bliższe wspomnienia, o pobycie w miasteczku Tull, gdzie Człowiek w Czerni zgotował mu pułapkę rękami kaznodziei Sylvii Pittstone. Roland wyszedł ze starcia tylko lekko ranny, lecz podburzeni przeciwko niemu mieszkańcy miasteczka zostali przez niego zmasakrowani.
W końcu, skrajnie wyczerpany, rewolwerowiec dociera do zajazdu, gdzie spotyka Jake'a - chłopca który umarł w naszym świecie, lecz z woli Człowieka w Czerni umierając trafił do Świata Pośredniego. Roland wyrusza z chłopcem w dalszą drogę, lecz doścignięcie wroga jest dla niego ważniejsze nawet od życia nowego przyjaciela.

## Wersja poprawiona
W 2003 roku Stephen King zdecydował się wydać poprawioną wersję I tomu Mrocznej Wieży ze względu na niedociągnięcia wersji poprzedniej, które sam określił jako błędy wynikające z faktu, iż był on wtedy dopiero początkującym pisarzem. Styl, którym charakteryzował się "stary" Roland znacznie odbiegał od tego zaprezentowanego w następnych tomach. Ważne było również uporządkowanie fabuły, która momentami nie pasowała do całego cyklu.